# Université Saint-Louis - Bruxelles
De UCLouvain Saint-Louis - Bruxelles, officieel Université Saint-Louis - Bruxelles, tot 2013 bekend onder de naam Facultés universitaires Saint-Louis (FUSL), is een Franstalige katholieke universiteit in hartje Brussel en in Elsene. Het is de kleinste universiteit van België. Vanaf september 2018 gebruikt de universiteit, in de context van een fusie met de Université catholique de Louvain, de benaming UCLouvain.
Van oorsprong (1858) is het een opleidingsinstituut dat kandidaten voorbereidde op de toelatingsexamens rechten en filosofie aan de universiteit. Sedert 1891 werd de instelling erkend als vrije universiteit en in 1929 werd het een kandidaturen-centrum voor de opleidingen in de rechten en de wijsbegeerte en letteren.
In 1925 stichtte de Faculté universitaire Saint-Louis de Haute école de commerce Saint-Louis (HEC Saint-Louis) samen met de Nederlandstalige Economische Hogeschool Sint-Aloysius (EHSAL).
Na mei 1968 werden de meeste cursussen gesplitst in een Nederlandstalige en Franstalige sectie. In 1973 werd de Nederlandstalige afdeling verzelfstandigd als Universitaire Faculteiten Sint-Aloysius. Dit groeide later uit tot de Katholieke Universiteit Brussel. De K.U. Brussel ging evenwel later op in de HUB, waarvan de academische opleidingen nadien in de KU Leuven overgingen. De contacten tussen Saint-Louis en de KU Leuven blijven uitstekend, zodat er een intensieve taaluitwisseling bestaat die leidt naar tweetalig onderwijs en soms drietalig onderwijs voor vrijwel alle bachelor opleidingen die de universiteit organiseert.
In 2005 telt de instelling 1554 studenten in de rechten; economische, politieke en sociale wetenschappen; en de wijsbegeerte en letteren, waarvoor het bachelor-diploma's, een master-diploma en specialisatie master-diploma's aflevert. De universiteit telt ook een Instituut voor Europese studies en Faculteit Vertalingen en Tolken op een aparte campus in de Europese wijk. In 2017 telt de universiteit 4000 studenten.
De hoofdzetel van de universiteit is campus Saint-Louis gelegen in de stad Brussel. De universiteit telt echter twee vestigingen in Elsene, campus Marie Haps, in de Europese Wijk, waar de Marie Haps Faculteit voor Vertaal- en Tolkkunde gelegen ligt. 
In 2010 was de universiteit voorstander van een fusie van alle Franstalige katholieke universiteiten in België tot UCLouvain. Nadat de Facultés universitaires Notre-Dame de la Paix van Namen deze fusies weigerde, veranderde de FUSL van koers en koos resoluut voor het statuut van volwaardige universiteit. In dit kader wijzigde begin 2013 de naam van de universiteit naar Université Saint-Louis - Bruxelles. 
In september 2018 fuseerden Saint-Louis en de Université catholique de Louvain (gevestigd op 6 campussen in Wallonië en Brussel), om de UCLouvain te stichten.
De universiteit heeft vijf faculteiten:
- Faculté de philosophie, lettres et sciences humaines
- Faculté de droit
- Faculté des sciences économiques, sociales, politiques et de la communication (ESPO)
- Faculté de traduction et interprétation Marie Haps
- Institut d'Études européennes

Saint-Louis telt ook 19 onderzoekscentra.